# Vlakdruk
Vlakdruk is een grafische techniek.

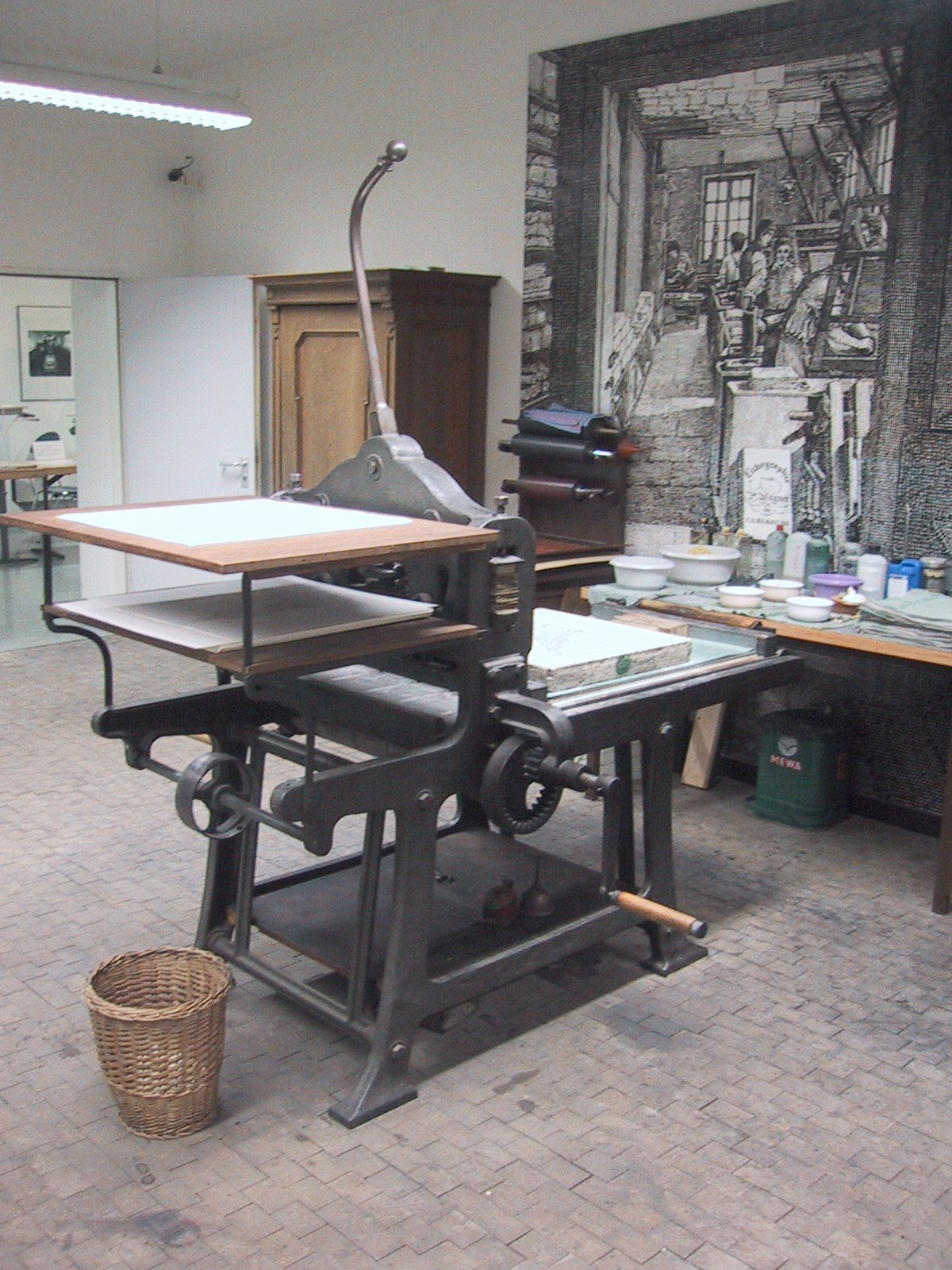
Lithografiepers

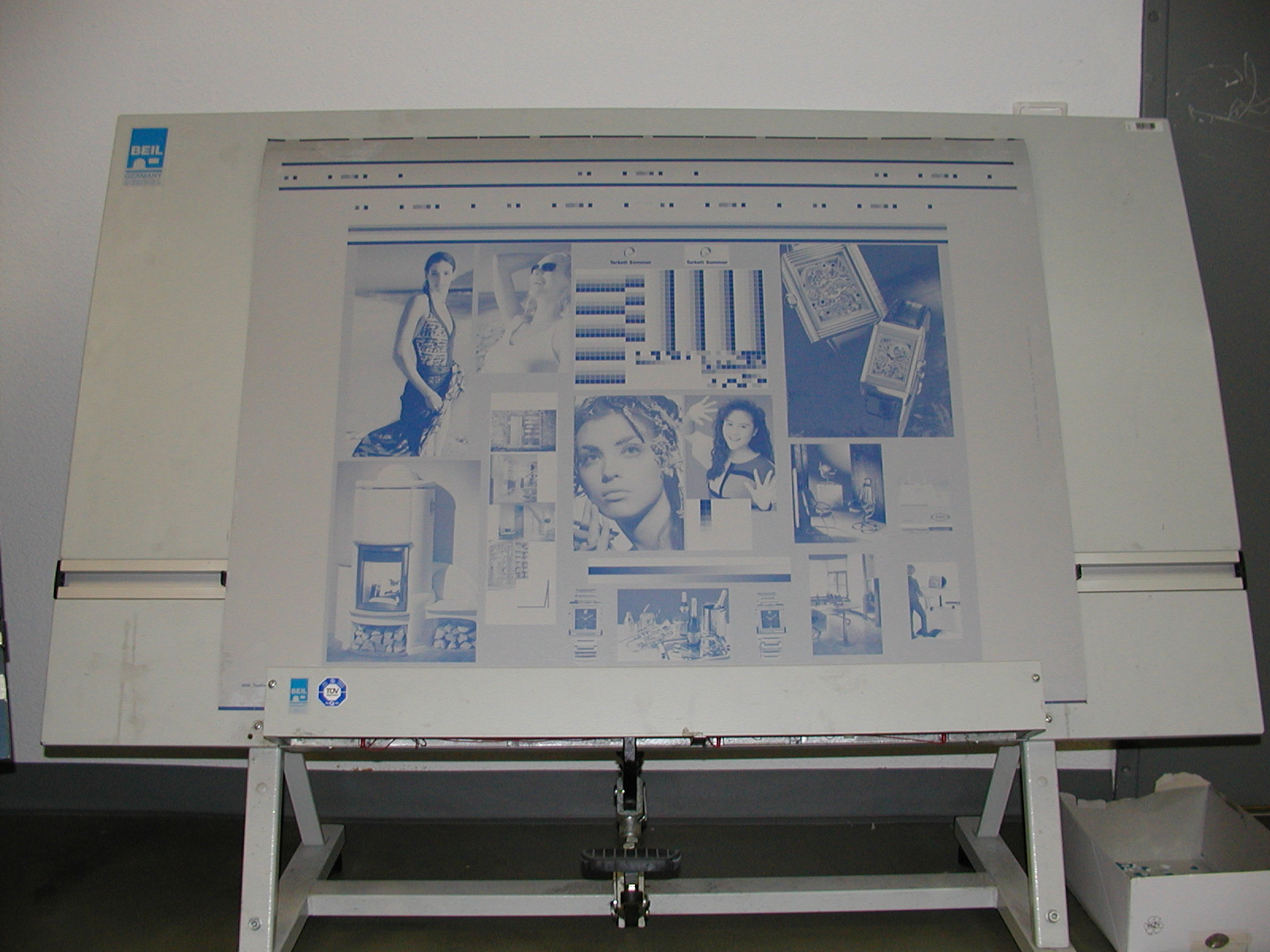
Drukplaat offset positief

Deze techniek kenmerkt zich door een beeldoverbrenger (steen of drukplaat en rubber) waarvan het geïnkte deel niet in hoogte verschilt van het niet-geïnkte deel. Vlakdruk werkt op het principe dat water (onbedrukt deel) en vet (inkt; bedrukt deel) elkaar afstoten.
Tot de vlakdruk wordt de lithografie (steendruk) en de offsetdruk gerekend.

## Lithografie
Het woord is afgeleid van het Oudgrieks: λίθος líthos = steen en γράφειν gráphein = tekenen/schrijven en betekent steendruk.
De lithografie is in 1796 ontdekt door Alois Senefelder. Hij zocht een meer gepaste wijze om bladmuziek te vermenigvuldigen. Na allerlei experimenten ging hij uiteindelijk kalksteen gebruiken. Het toeval wilde dat hij woonachtig was in Beieren, Zuid-Duitsland, waar in de vorm van de Solnhofener kalksteen 'zuivere' kalksteen beschikbaar is.
Tegenwoordig wordt deze vorm van vlakdruk voornamelijk toegepast door kunstenaars en in grafische musea.

## Offset
Vlakdruk wordt heden ten dage vooral gebruikt in de grafische industrie voor het produceren van drukwerk in oplage. Voor deze drukwijze gebruikt men de Engelse benaming offset. Voorbeelden van toepassingen zijn boeken, tijdschriften, kranten (middels rotatiedruk) en reclamefolders. Tot ver in de twintigste eeuw werd voor deze media hoofdzakelijk hoogdruk gebruikt. Offset werd in het begin van de twintigste eeuw uitgevonden. Steendruk werd wel al veel eerder toegepast dan offset.